# Villamor (Burgos)
Villamor es una entidad local menor y una localidad española del municipio de Medina de Pomar, perteneciente a la provincia de Burgos, en la comunidad autónoma de Castilla y León.

## Geografía
La localidad está ubicada en la comarca de Las Merindades y pertenece al partido judicial de Villarcayo. Dista 10 km de la capital del municipio, Medina de Pomar.  Situado su núcleo urbano en torno a la carretera autonómica BU-551 entre La Cerca y Villate. Desde su casco urbano parte la carretera provincial BU-V-5514 con dirección hacia Oteo.
Se accede por carretera desde Medina, partiendo desde el cruce de El Olvido N-629 tomando la carretera BU-551 pasando por La Cerca hasta Villamor.

## Historia
Lugar perteneciente a la Junta de la Cerca, una de las seis en que se subdividía la Merindad de Losa en el Corregimiento de las Merindades de Castilla la Vieja, jurisdicción de realengo con regidor pedáneo.
A la caída del Antiguo Régimen quedó agregado al ayuntamiento constitucional de Junta de la Cerca, en el partido de Villarcayo perteneciente a la región de Castilla la Vieja. A mediados del siglo XIX, el lugar tenía contabilizada una población de 34 habitantes. Aparece descrito en el decimosexto volumen del Diccionario geográfico-estadístico-histórico de España y sus posesiones de Ultramar de Pascual Madoz de la siguiente manera:

VILLAMOR: l. en la prov., aud. terr., c. g. y dióc. de Búrgos (15  1/2 leg.), part. jud. de Villarcayo (2 1/2), ayunt. de las Juntas de La Cerca (1/4). sit. en una hondonada con buena ventilacion, y clima sano. Tiene 10 casas, y una igl. parr. (San Martin) aneja de la de Villate, servida por un cura párroco. El térm. confina N. Nabagos; E. Villate; S. Villota, y O. Salinas. El terreno es de mediana calidad, participa de monte y llano, y le baña un arroyo de crecido caudal en invierno. Los caminos son locales. prod.: cereales, legumbres y patatas; cria ganado cabrio y de cerda, y caza menor. pobl.: 9 vec., 34 alm. cap. prod.: 202,110 rs. imp. 19,671.
(Madoz, 1850, p. 299)

Posteriormente pasó a formar parte del municipio de Medina de Pomar. Su alcalde pedáneo en el periodo 2007-2011 era Máximo Ruiz Sainz Espiga, del Partido Popular.

## Demografía
En 2006 contaba con 9 habitantes.